# Langia
Langia là một chi bướm đêm thuộc họ Sphingidae.

## Các loài
- Langia tropicus Moulds, 1983
- Langia zenzeroides Moore, 1872
  - Langia zenzeroides formosana